# باتي فان آكر
باتي فـان آكر هي لاعب كرة مضرب بلجيكية، ولدت في 21 أكتوبر 1976 في بروج في بلجيكا.

## وصلات خارجية
- باتي فـان آكر على موقع رابطة محترفات التنس (الإنجليزية)
- باتي فـان آكر على موقع الاتحاد الدولي لكرة المضرب (الإنجليزية)
- باتي فـان آكر على موقع خلاصة التنس.كوم (الإنجليزية)